# Descompunere Reynolds
În dinamica fluidelor și teoria turbulenței, descompunerea Reynolds este o tehnică matematică utilizată pentru a separa valoarea așteptată a unei mărimi de fluctuațiile sale.

## Descompunerea
De exemplu, pentru o mărime fizică {\displaystyle u,} descompunerea ar fi:
{\displaystyle u(x,y,z,t)={\overline {u(x,y,z)}}+u'(x,y,z,t)}
unde {\displaystyle {\overline {u}}} este valoarea așteptată a lui {\displaystyle u} (adesea numită componenta staționară, spațială sau media de ansamblu), iar {\displaystyle u'} sunt abaterile de la valoarea așteptată (fluctuațiile). Fluctuațiile sunt definite ca valoarea așteptată scăzută din cantitatea {\displaystyle u} astfel încât media lor în timp să fie nulă.
Valoarea așteptată, {\displaystyle {\overline {u}},} este adesea determinată dintr-o medie de ansamblu, care este o medie a mai multor experimente în condiții identice. Valoarea așteptată este uneori notată și cu {\displaystyle \langle u\rangle }, dar este adesea observată și cu notația suprabarată.
Simularea numerică directă, sau rezolvarea completă a ecuațiilor Navier-Stokes în {\displaystyle (x,y,z,t),} este posibilă doar pe rețele de calcul extrem de fine și pași de timp mici, chiar și atunci când numerele Reynolds sunt mici și devine prohibitiv de costisitoare din punct de vedere al puterii de calcul necesare la numere Reynolds mari. Din cauza constrângerilor de calcul, simplificările ecuațiilor Navier-Stokes sunt utile pentru a parametriza turbulența mai mică decât rețeaua de calcul, permițând domenii de calcul mai mari.
Descompunerea Reynolds permite simplificarea ecuațiilor Navier-Stokes prin substituirea sumei componentei staționare și a perturbațiilor în profilul de viteză și luarea valorii medii. Ecuația rezultată conține un termen neliniar cunoscut sub numele de tensiuni Reynolds care dă naștere turbulenței.